# Onze-Lieve-Vrouw-Geboortekerk (Essen)

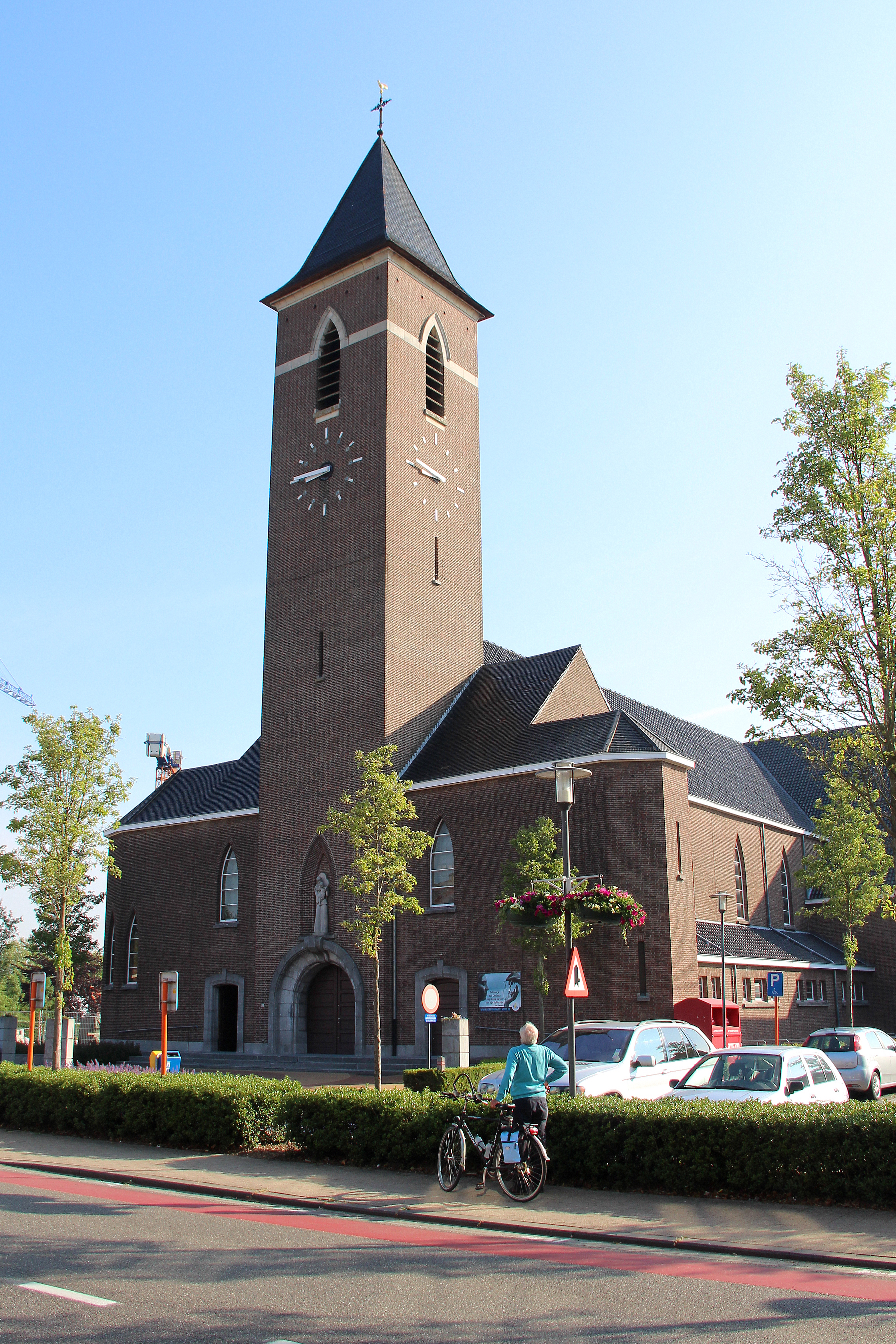
Onze-Lieve-Vrouw-Geboortekerk

De Onze-Lieve-Vrouw-Geboortekerk is de parochiekerk van de Antwerpse plaats Essen, gelegen aan de Nieuwstraat 50.

## Geschiedenis
Hier werd in 1729 een kerk gebouwd die nog vergroot werd in 1767 en in 1772 nog met een toren werd uitgerust. In 1857 werden zijbeuken bijgebouwd. In 1944 werd deze kerk verwoest.
Van 1950-1952 werd een nieuwe kerk gebouwd naar ontwerp van Gustaaf van Meel.

## Gebouw
Deze naar het noordoosten georiënteerde bakstenen kerk heeft een vierkante, ingebouwde toren boven een breed ingangsfront. Ook is er een breed transept. De kerk is gebouwd in de stijl van de moderne gotiek. Boven het ingangsportaal bevindt zich een hardstenen Mariabeeld door Albert Poels.

## Interieur
De kerk bezit een schilderij: Heilige Familie, naar Diego Velázquez (1633). Het schilderij Piëta is 16e-eeuws en wordt toegeschreven aan `Quinten Massijs`. Verder zijn er gepolychromeerd houten beelden uit de 17e en 18e eeuw. Uit de 18e eeuw stamt een koorzitmeubel.